# Macnas
 
Macnas (en irlandés para 'retozar') es una compañía de espectáculos con sede en la  Fisheries Field en Galway, Irlanda. Sus actuaciones públicas se destacan por ser de estilo "pionero, inventivo y radical". A la compañía se le atribuye haber cambiado la naturaleza del entretenimiento público en Irlanda y se la considera muy influyente en el campo del espectáculo.

## Trayectoria

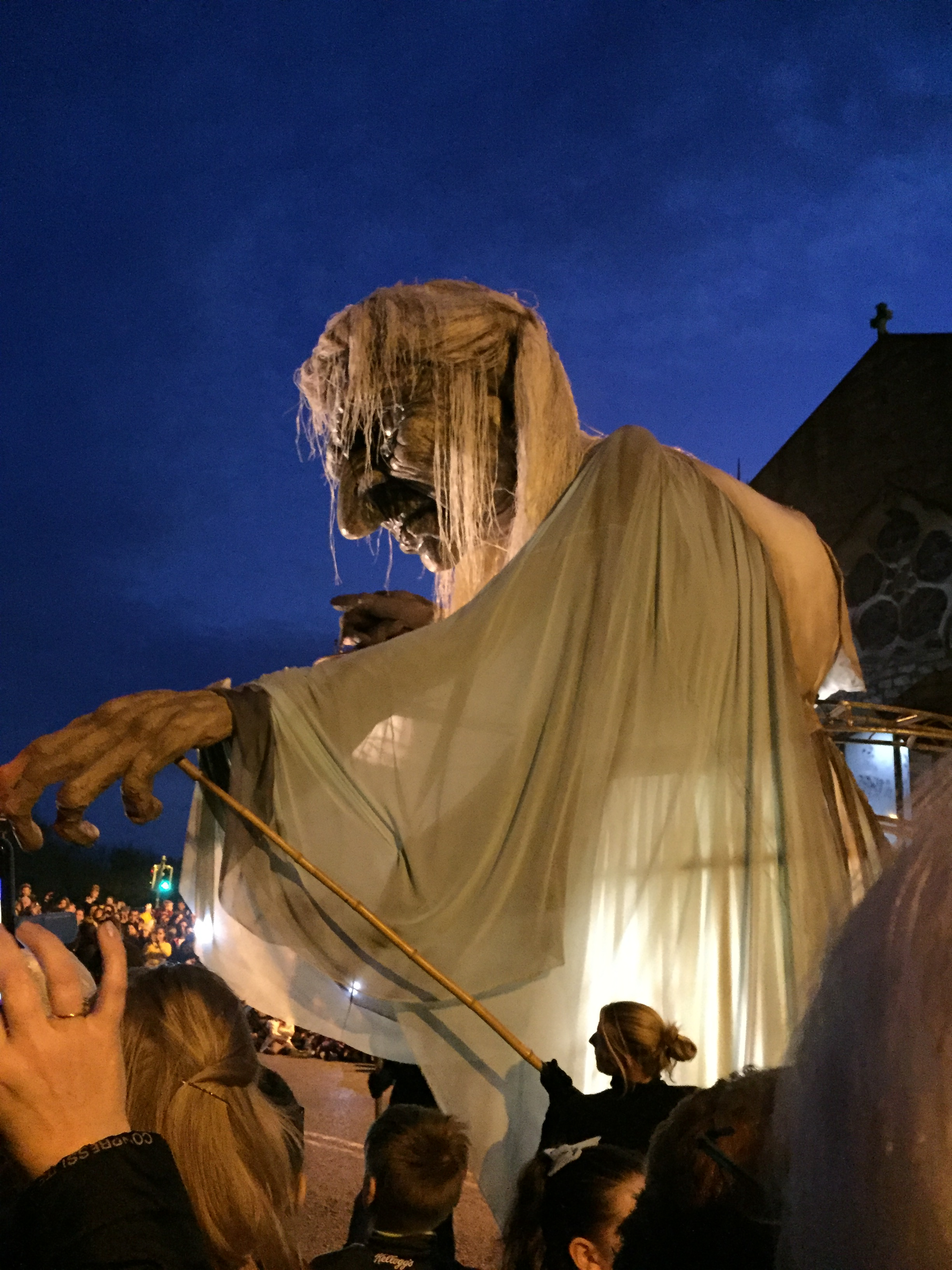
Una estructura de Macnas en la ciudad de Galway durante el desfile Savage Grace en octubre de 2016

Fue fundada en 1986 inspirada en el trabajo de la compañía de teatro británica Welfare State International y la compañía catalana de teatro de calle els Comediants. Macnas se especializó en marionetas gigantes y desfiles para ocasiones festivas.
La compañía ha actuado en más de 20 países de todo el mundo, entre los cuales están China, Australia y Estados Unidos. Sus desfiles han sido un punto central de las festividades de Halloween, el Día de San Patricio y anteriormente el Festival Internacional de Artes de Galway, atrayendo multitudes de hasta 50,000 personas a las calles de la ciudad.
Macnas realizó una gira junto a U2 como parte del Zoo TV Tour en 1993. La compañía ayudó simultáneamente a dar la bienvenida al nuevo milenio en tres ciudades: Galway (Eyre Square), Dublín (Merrion Square) y la ciudad de Nueva York (Times Square).
En marzo de 2016, Macnas actuó en la ceremonia de apertura de SXSW en Austin, Texas. En noviembre de 2017, Macnas actuó como acto de clausura en el programa Land of Green Ginger en Hull UK City of Culture 2017.
Las oficinas de Macnas están distribuidas en dos ubicaciones en la ciudad de Galway. La administración y los ensayos se llevan a cabo principalmente en el Fisheries Field del campus universitario. La construcción a gran escala de estructuras se lleva a cabo principalmente en un almacén en el Liosban Industrial State de la misma ciudad. 
The Liffey Press y Macnas han publicado Macnas: Joyful Abandonment, una historia de 250 páginas de la empresa.

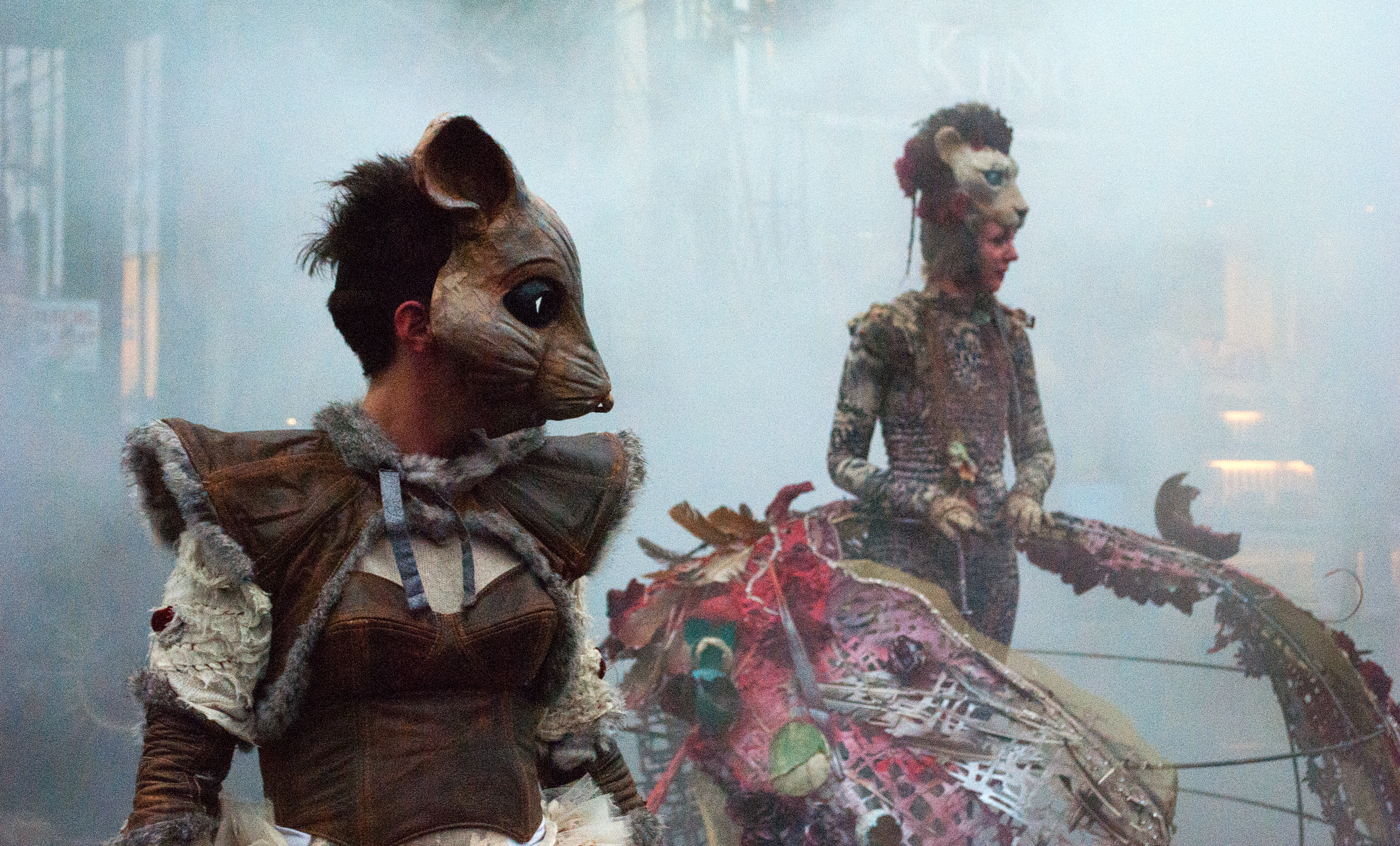
Los intérpretes en el desfile de calle Macnas en el Festival de las Artes de Kilkenny 2013

Su grupo de percusión participa anualmente en el desfile de Halloween y en el de Sant Patricks Day en Galway, además de en otros espectáculos y eventos en la misma ciudad y fuera, como en el Festival de Teatro de Galway.
En 2022 Macnas ha lanzado el programa Espectáculo Teatro Joven donde los jóvenes trabajarán con teatro físico, percusión, máscaras, baile, zancos, efectos especiales, etc.

## Espectáculos

### Desfiles de Halloween de Galway
- The Shadow Lighter (2015)[15]
- Savage Grace (2016)
- Memory Song (2017)[5]
- Out of the Wild Sky (2018)[16]
- Danse Macabre (2019)[16]

### Otros espectáculos
- The Legend of Gilgamesh - Short film (2020)[17]

## Premios y reconocimientos
- En 2020 ganaron el premio tributo especial en el Irish Times Irish Theatre Awards. El premio reconoce la contribución de la compañía a la cultura de teatro irlandés durante más de tres décadas.[18]